# Marittima
Die Marittima war ein Ausflugsschiff der Reederei Böttcher Schifffahrt in Lübeck. Es wurde für Fahrten ab dem Lübecker Stadtteil Travemünde eingesetzt. Mehrere Jahrzehnte lang wurde es als Fährschiff auf der Nordsee, Ostsee und dem Atlantischen Ozean genutzt.

## Geschichte

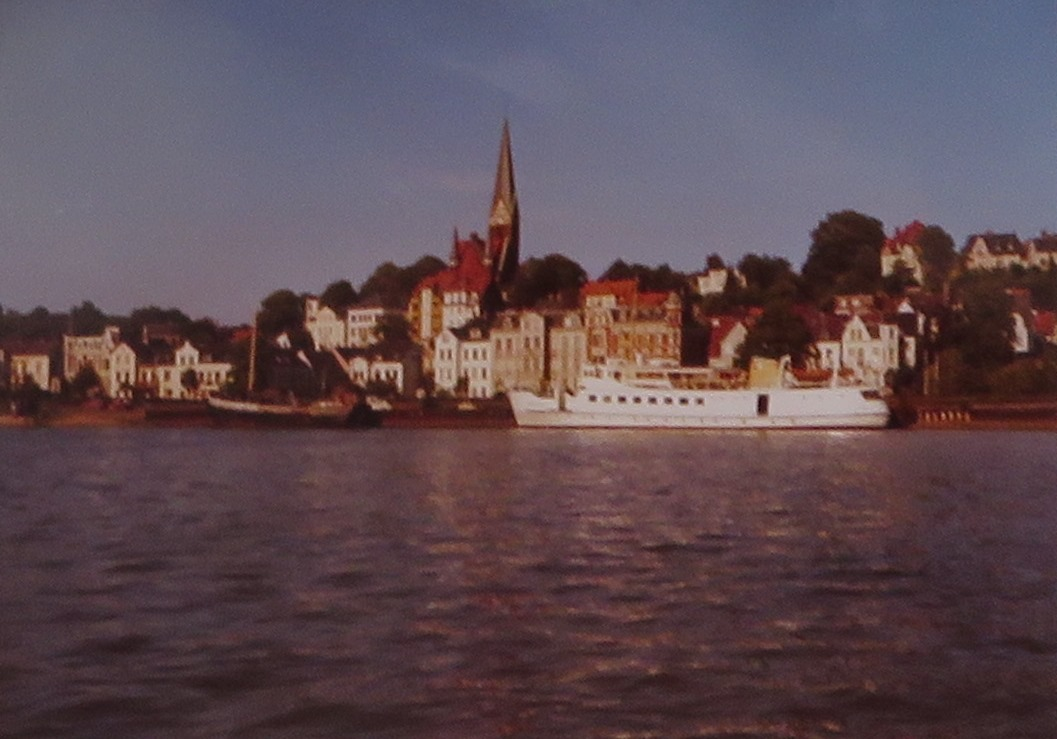
Als Moby Dick in Flensburg (1971)

Das Schiff wurde als Schleswig-Holstein von der Husumer Schiffswerft gebaut; die Kiellegung fand am 4. Dezember 1957 statt. Am 22. Februar 1958 erfolgte der Stapellauf und am 30. Mai desselben Jahres die Übergabe an die Wyker Dampfschiffs-Reederei Föhr-Amrum GmbH (W.D.R.). Das Schiff fuhr im Fährverkehr zwischen Dagebüll, Wyk auf Föhr und Wittdün auf Amrum und wurde von dort auch im Helgolandverkehr eingesetzt. Heimathafen war Wyk auf Föhr. 1968 wurde das Schiff an das Unternehmen Havfrue Linien verchartert und anschließend zwischen Kopenhagen und Malmö eingesetzt. Im selben Jahr wurde es in Uthlande umbenannt.
1970 erwarb die Flensburger Personenschiffahrt in Flensburg das Schiff und setzte es fortan als Butterschiff unter dem Namen Moby Dick auf der Flensburger Förde ein. Im selben Jahr ging es an die KG Seetouristik in Flensburg. 1973 wurde es an die Förde-Reederei, ebenfalls in Flensburg, verchartert; 1975 kaufte die Förde-Reederei das Schiff, das nunmehr zwischen Flensburg und Glücksburg verkehrte. 1976 wurde der Name zu Moby Dick I erweitert. 1977 wurde der Salonbereich erstmals umgebaut. 1986 wurde das Schiff an die Nordsee Touristik Potratz & Co. in Cuxhaven verchartert und von Bremerhaven aus eingesetzt.
1987 erwarb die Transnavio Schiffahrts GmbH & Co in Bremen das Schiff. Fortan fuhr es mehrere Jahre als Puerto Rico unter spanischer Flagge im Gebiet der Kanarischen Inseln. 1989 erhielt es den Namen Puerto Mogan und fuhr ab 1990 für Lineas Turisticas de Gran Canaria SA, Las Palmas. Im selben Jahr wurde es nach Deutschland überführt. 1993 erwarb die Reederei Böttcher Schiffahrt in Lübeck das Schiff, das nunmehr als Marittima firmierte. Anfangs wurde es für Verkaufsreisen zwischen Travemünde und Warnemünde genutzt. 1994 war es für ein Jahr an die SVG Schiffahrt, Lübeck, veräußert worden, bevor es wieder zur Böttcher Schiffahrt kam. 2000 wurden die Stahlsektionen umgebaut, 2005 wurden abermals die Salonbereiche umgebaut; dabei wurde der obere Salonbereich deutlich verlängert. 2017/2018 wurde das Schiff von Warnemünde bzw. Kühlungsborn aus eingesetzt. 2019 wurde es mehrmals täglich für einstündige Ausflugsfahrten ab Travemünde genutzt. Ab 2020 lag sie als Auflieger in Lübeck. 2021 wurde sie nach Svendborg geschleppt. Seit Juni 2022 wird sie als „Vinoteque Marittima“ in Nyköbing/Falster als Restaurantschiff genutzt.

## Technische Daten
Das Schiff wird von zwei MaK-MSU36-Dieselmotoren angetrieben, die zusammen 359 kW leisten. Es erreicht maximal 11 Knoten. Die Passagierzahl wird von der Reederei mit 200 und zusätzlich 200 Plätzen auf dem Sonnendeck angegeben, ältere Quellen nennen 649 Passagiere bzw. 432 im Helgolandverkehr.